# Leonardo Moyúa Alzaga
Leonardo Moyúa Alzaga (San Sebastián, 1856-San Sebastián, 1920), séptimo marqués de Rocaverde, fue un político y músico español, diputado a Cortes y alcalde de San Sebastián.

## Biografía
Nació en 1856 en la ciudad guipuzcoana de San Sebastián. Miembro del partido liberal, ocupó los cargos de  diputado provincial de Guipúzcoa, diputado a Cortes y alcalde de San Sebastián. Aficionado a la música, tocaba el piano y usó el seudónimo de «Leo de Silka». Moyúa, que ostentó el título nobiliario de séptimo marqués de Rocaverde, falleció el 2 de enero de 1920 en su finca de Ategorrieta a causa de una bronconeumonía. En 2020 se publicó la biografía Leo de Silka. Marqués de Rocaverde (1856-1920). El alcalde artista.